# Saison 4 de Lost Girl
Chronologie
Saison 3 Saison 5
Cet article présente les treize épisodes de la quatrième saison de la série télévisée canadienne Lost Girl.

## Synopsis
Bo est une jeune femme succube élevée par des parents adoptifs humains dans la complète ignorance des traditions de son peuple, les Fées (Fae en version originale, terme générique qui inclut à peu près toutes créatures issues du Petit peuple). En fuite depuis des années, incapable d'assumer son mode d'alimentation (elle se nourrit de l'énergie sexuelle des humains, causant leur mort car elle n'a pas appris à maîtriser ce don), elle finit par entrer en contact avec la société des siens. Celle-ci est divisée en deux clans : les Fées de la Lumière et les Fées de l'Ombre. Toutefois, Bo refuse de choisir un camp, bien qu'elle soit devenue très proche de Dyson, un lycanthrope de la Lumière. Elle reste donc neutre et s'installe comme détective privée, elle intervient dans des affaires liées aux deux camps, avec l'aide de sa meilleure amie : Kenzi, une jeune humaine aux tendances kleptomanes.

## Distribution

### Acteurs principaux
- Anna Silk (VF : Marcha Van Boven) : Bo
- Kristen Holden-Ried (VF : Mathieu Moreau) : Dyson
- Ksenia Solo (VF : Violette Pallaro) : Kenzi Malikov
- Zoie Palmer (VF : Nathalie Hugo) : Dr Lauren Lewis
- Rick Howland (en) (VF : Patrick Donnay) : Fitzpatrick « Trick » McCorrigan
- K. C. Collins (en) (VF : Claudio Dos Santos) : Hale Santiago, le Frêne

### Acteurs secondaires
- Paul Amos (en) (VF : David Manet) : Vex, le Mesmer
- Emmanuelle Vaugier (VF : Stéphanie Excoffier) : Evony Florette Marquis, la Morrigan
- Rachel Skarsten (VF : Valérie Muzzi) : Tamsin

### Acteurs récurrents
- Inga Cadranel : Saskia / Aifa
- Linda Hamilton (VF : Manuela Servais) : Acacia[2]
- George Takei : Snake Man / Amphisbaena[3]
- Mia Kirshner : Clio[3]
- Ali Liebert : Crystal[3]
- Kyle Schmid : Rainer Wanderer[2]

## Production

### Développement
Le 28 février 2013, Showcase et Syfy ont renouvelé la série pour une quatrième saison de treize épisodes,.

### Diffusions
Au Canada, la saison est diffusée depuis le 10 novembre 2013.
Aux États-Unis, elle est diffusée depuis le 13 janvier 2014 aux États-Unis.

## Liste des épisodes

### Épisode 1:Amnésie
- Canada : 10 novembre 2013 sur Showcase[5]
- France : 4 avril 2015 sur Numéro 23[7]

### Épisode 2:Le Passeur
- Canada : 17 novembre 2013 sur Showcase
- France : 4 avril 2015 sur Numéro 23[7]

### Épisode 3:Pour l'éternité
- Canada : 24 novembre 2013 sur Showcase
- France : 4 avril 2015 sur Numéro 23[7]

### Épisode 4:La Gargouille
- Canada : 1er décembre 2013 sur Showcase
- France : 11 avril 2015 sur Numéro 23[7]

### Épisode 5:Le Temps de l'ombre
- Canada : 8 décembre 2013 sur Showcase
- France : 11 avril 2015 sur Numéro 23[7]

### Épisode 6:La Diva
- Canada : 15 décembre 2013 sur Showcase
- France : 11 avril 2015 sur Numéro 23[7]

### Épisode 7:Dans la peau de Dyson
- Canada : 22 décembre 2013 sur Showcase
- France : 18 avril 2015 sur Numéro 23[7]

### Épisode 8:Un jour sans fin
- Canada : 29 décembre 2013 sur Showcase
- France : 18 avril 2015 sur Numéro 23[7]

### Épisode 9:À la rencontre de son destin
- Canada : 12 janvier 2014 sur Showcase
- France : 25 avril 2015 sur Numéro 23[7]

### Épisode 10:La Malédiction
- Canada : 19 janvier 2014 sur Showcase
- France : 25 avril 2015 sur Numéro 23[7]

### Épisode 11:Attaque zombi
- Canada : 26 janvier 2014 sur Showcase
- France : 25 avril 2015 sur Numéro 23[7]

### Épisode 12:Le Réveil de Pyrippus
- Canada : 9 février 2014 sur Showcase
- France : 2 mai 2015 sur Numéro 23[7]

### Épisode 13:Le Cœur de Bo
- Canada : 16 février 2014 sur Showcase
- France : 2 mai 2015 sur Numéro 23[7]